# Phyllochaetopterus socialis
Phyllochaetopterus socialis är en ringmaskart som beskrevs av Jean Louis René Antoine Édouard Claparède 1869. I den svenska databasen Dyntaxa används istället namnet Phyllochaetopterus anglicus. Phyllochaetopterus socialis ingår i släktet Phyllochaetopterus och familjen Chaetopteridae. Arten har ej påträffats i Sverige. Utöver nominatformen finns också underarten P. s. platensis.